# Triple-Play
A Triple-Play röviden: TV, telefon, vezetékes internet. Egy jogi identitásból, egy kézből nyújtott hármas távközlési szolgáltatás. Egyre elterjedtebb fogalom, összefoglaló magyar jelentése még nincs.

## Története
2008-ban a Kelet-Közép-Európa távközlési szolgáltatói elindították az IPTV szolgáltatásokat, azzal a várakozással, hogy fontos bevétel forrást jelentenek számukra. Ezzel egyidőben a Telekom cégek az ügyfél számára praktikus megoldásként saját technológiájukon a beszédátvitelt, a széles sávú internetet és a televíziót egyetlen szolgáltatás részeként kínáló Triple-Play csomagokkal is megjelentek. Ezek a fent említett három szolgáltatást foglalják magukba, függetlenül, az azt megvalósító hálózat tipusától. A korszerű kábelhálózatok is alkalmasak a telefonhálózatok mellett a Triple-Play szolgáltatásokra. A kábeltelevíziós társaságok a tévécsatornák mellett VoIP-telefon, internetszolgáltatás és IPTV-alapú szolgáltatásokat is nyújthatnak.

## Bővebb fogalma
A Triple-Playnek alapvetően három szolgáltatása van:
- Adatátvitel: nagysebességű internet hozzáférés.
- Hangátvitel: SIP, VoIP telefonálás.
- Videoátvitel: IP alapú TV, azaz IPTV, Video on Demand (VoD), stb.

A korábban, jellemzően a vezetékes szolgáltatások esetében alkalmazott kifejezés lényege, hogy az ügyfél a jelenleg három legelterjedtebb távközlési alapszolgáltatást, azaz a tévét, az internetet és a telefont egyetlen szolgáltatótól veszi igénybe. A szolgáltató a megrendelt szolgáltatásokról – az alkalmazott technológiától függetlenül - egy számlát állít ki, így az előfizető egyszerűen elérheti a számára fontos kommunikációs lehetőségeket. A szolgáltatások együttes megrendelését a szolgáltatók jellemzően kedvezményekkel ösztönzik, azaz a tévé, az internet és a telefon együttes előfizetése olcsóbb, mint azok külön-külön történő használata.   
A triple play fogalma a technológiai fejlődés eredményeként napjainkra már a mobilszolgáltatásokra is kiterjed, hiszen a mobilcégek a korszerű és nagy sávszélességű 3G/HSDPA-hálózatokon gyors, kompromisszumok nélküli mobilinternetet és mobiltévét egyaránt kínálnak. Azaz a telefon, internet és TV hármas szolgáltatások a vezeték nélküli szolgáltatók esetében is elérhetővé váltak.

## Double-Triple-Play
A Triple-Play körébe tartozó szolgáltatások vezetékes és mobilhálózaton keresztüli hozzáférését Double-Triple-Playnek nevezzük, utalva az alapszolgáltatások két módon történő elérésére. A távközlési piac fejlődésével várhatóan megjelennek az integrált, vezetékes-mobil csomagok is, amelyek tartalmazzák a TV-t, az internetet és a telefont vezetéken és vezeték nélküli elérésben, azaz otthon és útközben.
Magyarországon a Double-Triple-Playre példa a Magyar Telekom, amely T-Home és T-Mobile márkáin keresztül vezetékes és vezeték nélküli TV-t, internetet és telefonálást kínál.

## Quadruple-Play
A Quadruple-Play a Triple-Play kiegészítése, amelyben már benne foglaltatik a mobil technológia alkalmazása is. Ugyanazt jelenti, mint a Double-Triple-Play, négyes szolgáltatás az előfizetők részére nyújtott csomagban.